# Archives du Palais royal
 (janvier 2017).
Si vous disposez d'ouvrages ou d'articles de référence ou si vous connaissez des sites web de qualité traitant du thème abordé ici, merci de compléter l'article en donnant les références utiles à sa vérifiabilité et en les liant à la section « Notes et références ».
Les Archives du Palais royal (Belgique) sont l’un des 19 dépôts des Archives de l'État en Belgique. Le bâtiment des Archives du Palais royal se trouve à la rue Ducale à Bruxelles, à proximité immédiate du parc de Bruxelles, de la place des Palais, de la place du Trône et à 10 minutes à pied de la gare centrale et de la gare de Bruxelles-Luxembourg.

## Qu’y trouve-t-on?
Les Archives du Palais royal conservent les archives produites par les départements et les services du Palais, et ceci en principe depuis le 21 juillet 1831, le jour où le prince Léopold de Saxe-Cobourg (1790-1865) prêta le serment constitutionnel comme Roi des Belges. 
On y trouve :
- Les archives du département du Grand Maréchal de la Cour, du Cabinet du Roi, de la Liste civile du Roi, de la Maison militaire du Roi et — pour la période 1914-1944 — du Secrétariat du Roi.
- Les archives du Secrétariat de la reine Élisabeth, du Secrétariat du comte et de la comtesse de Flandres, du Secrétariat du prince Léopold et de la princesse Astrid et du Secrétariat du prince Charles.
- Les archives du Premier Ministre Joseph Pholien et celle du "Fonds Goffinet" rassemblant entre autres les archives de la reine Louise, du roi Léopold II et de ses collaborateurs Adrien, Auguste et Constant Goffinet.
- Les collections de cartes, plans et illustrations.
- Une collection de photos.
- Une collection de médailles.
- Divers ouvrages qui rassemblent surtout des travaux concernant la monarchie et l’histoire politique belge, une partie de la bibliothèque de la reine Elisabeth (avec sa bibliothèque musicale) ainsi qu'une série de publications officielles (Moniteur belge, Almanach royal, Annales administratives et judiciaires de Belgique).
- etc.

Un aperçu d’archives complet est consultable en salle de lecture des Archives du Palais royal. 
Les archives sont consultables sur rendez-vous et dans la limite du caractère privé de certaines données.